# Atheta oregonensis
Atheta oregonensis är en skalbaggsart som beskrevs av Max Bernhauer 1909. Atheta oregonensis ingår i släktet Atheta och familjen kortvingar. Inga underarter finns listade i Catalogue of Life.